# Chanyu
Chanyu (Shanyu o Shanuy; cinese tradizionale: 單于; cinese semplificato: 单于; cinese moderno: (pinyin) chányú, (Wade-Giles) ch'an-yü; cinese medio: (Guangyun) tɑn˥˩i̯u˩ o ʑi̯ɛn˩˥i̯u˩; lingua xiongnu: sanok / tsanak; titolo completo: 撐犁孤塗單于/撑犁孤涂单于, chēnglí gūtu chányú. Secondo il Libro degli Han significa "Cielo", "Bambino", "Immensa apparenza") era il titolo usato dai supremi sovrani nomadi dell'Asia Media e Centrale per otto secoli e soppiantato dal titolo di "Khagan" nel 402 d.C. Il titolo fu usato dal clan Luanti dei nomadi Xiongnu durante le dinastie Qin (221-206 a.C.) e Han (206 a.C.-220 d.C.).
Il motivo per cui Chanyu è preferibile a Shanyu è da trovare nel Guangyun, un dizionario compilato nel 601 d.C. da Lu Fayan e completato durante la dinastia Song dal 1007 al 1011. Esso dà tre letture per il primo carattere di questo titolo, [cioè, Chanyu]: dan, chan e shan. La forma chan è specificamente menzionato come utilizzato nel titolo xiongnu Chanyu. La lettura shan si usa come nome di luogo o di famiglia e significa "immenso" o "cielo". Certi studiosi mongoli pensano che il titolo "Chengli Gutu Chanyu" sia equivalente alla locuzione mongola "Tengriin Huhudu Chino", che significa "Lupo Figlio del Cielo". "Chino", scritto anche "Chono", significa "lupo" in mongolo e sembra plausibile che il Chanyu fosse visto come l'incarnazione dello spirito del totem tribale del lupo. L'uso irriverente del nome sacro "Chino" era ed è ancora visto come tabù dai Mongoli e quando ci si riferisce ai lupi si usano invece sostituti come "Tengriin Nogai" ("Cane del Cielo") e "Kheeriin Bookhoi" ("Bookhoi delle Steppe"). C'è anche una straordinaria rassomiglianza tra Modu Chanyu e il nome del primo antenato di Genghis Khan "Borte Chino" ("Lupo Grigio"). Gengis Khan chiama il periodo di Modu Chanyu come "i tempi remoti del nostro Chanyu" nella sua lettera al taoista Qiu Chuji.
Letteralmente, la locuzione completa nella quale è usato Chanyu significa "figlio del cielo senza fine", chiaramente un epiteto per un sovrano, proprio come i Cinesi hanno chiamato l'imperatore "figlio del cielo". Chengli si riferisce al turco Tengri, la più alta divinità delle tribù delle steppe, simile a Dyauṣ Pitā. Il sistema xiongnu di successione laterale sembra essere stato quello che il defunto Joseph Fletcher chiamava tanistry di sangue, con il parente maschile più stretto che ereditava la posizione di Chanyu dal suo predecessore. Vi furono sessanta Chanyu storici.

## Lista dei Chanyu Xiongnu
| Nome cinese                                     | Pinyin/Wade-Giles               | Guangyun | Nome personale                      | Regno | Nota                                                 |
| ----------------------------------------------- | ------------------------------- | -------- | ----------------------------------- | --- | ---------------------------------------------------- |
|                                                 |                                 |          |                                     | |                                                      |
| Touman (頭曼單于/头曼单于)                      | tóumàn/ t'ou-man                |          |                                     | 240-209 a.C. |                                                      |
| Maodun (冒頓單于/冒顿单于)                      | mòudùn / mou-tun                |          |                                     | 209-174 a.C. | alias Batur (Baγatur)                                |
| Laoshang (老上單于/老上单于)                    | lǎoshàng / lao-shang            |          |                                     | 174-161 a.C. |                                                      |
| Gunchen (軍臣單于/军臣单于)                     | jūnchén / chün-ch'en            |          |                                     | 161-126 a.C. |                                                      |
| Ichise (伊稚斜單于/伊稚斜单于)                  | yīzhìxié / i-chih-hsieh         |          |                                     | 126-114 a.C. |                                                      |
| Uwei                                            |                                 |          | ( 烏維/ 乌维)                       | 114-105 a.C. |                                                      |
| Ushylu (兒單于/儿单于)                          |                                 |          | ( 烏師廬/乌师庐)                    | 105-102/101 a.C. | "Err Chanyu" (minorenne)                             |
| Guilihu                                         |                                 |          | ( 呴犛湖/ 呴犁湖)                   | 102/101-101/100 a.C. |                                                      |
| Chedi (且鞮侯)                                  |                                 |          | ( 且鞮侯)                           | 101/100-96 a.C. | alias Quidi, Chedihou                                |
| Hulugu (狐鹿姑單于/狐鹿姑单于)                  | húlùgū / hu-lu-ku               |          |                                     | 96-85 a.C. |                                                      |
| Huandi (壺衍鞮單于/壺衍鞮单于)                  | húyǎndī / hu-yen-ti             |          |                                     | 85-68 a.C. |                                                      |
| Hyuilui-Juankui (虛閭權渠單于/虚闾权渠单于)     | xūlǘquánqú / hsü-lü-ch'üan-ch'ü |          |                                     | 68-60 a.C. |                                                      |
| Uyan-Guidi (握衍朐鞮單于/握衍朐鞮单于)          | wòyǎnqúdī / wo-lu-ch'ü-ti       |          | ( 屠耆堂/ 屠耆堂)                   | 60-58 a.C. |                                                      |
| Huhanye (呼韓邪單于/呼韩邪单于)                 | hūhánxié / hu-han-hsieh         |          | Giheushyan ( 稽侯狦)                | 58-31 a.C. 屠耆單于, 58–56 BC 呼揭單于, 57 BC 車犂單于, 57–56 BC 烏籍單于, 57 a.C. 閏振單于, 56-54 a.C. Zhizhi Chanyu 郅支單于, 55-36 a.C. 伊利目單于, 49 a.C. |                                                      |
| Fujulei (復株纍若鞮單于/复株累若鞮单于)         | fùzhūléiruòdī/fu-chu-lei-je-ti  |          | Dyaotao-mogao ( 彫陶莫皋/ 雕陶莫皋) | 31-20 a.C. | "Jodi" in unnico significa "rispettoso dei genitori" |
| Seuxie (搜諧若鞮單于/搜谐若鞮单于)              |                                 |          | Juimixui ( 且麋胥)                  | 20-12 a.C. | Titolo Jodi-Chanyu                                   |
| Guia (車牙若鞮單于/车牙若鞮单于)                |                                 |          | Juimigui ( 且莫車/挛鞮 且莫车)      | 12-8 a.C. | Titolo Jodi-Chanyu                                   |
| Uchjulu (烏珠留若鞮單于/乌珠留若鞮单于)         |                                 |          | Nengzhiyasi ( 囊知牙斯)             | 8 a.C.-13 d.C. | Titolo Jodi-Chanyu                                   |
| Ulei Hyan (烏累若鞮單于/乌累若鞮单于)           |                                 |          | ( 鹹/挛鞮 咸)                       | 13-18 d.C. | Titolo Jodi-Chanyu                                   |
| Yui (呼都而尸道皋若鞮單于/呼都而尸道皋若鞮单于) |                                 |          | ( 輿/挛鞮 舆)                       | 18-46 d.C. |                                                      |
| Wudadi-hou                                      | Wudadi                          |          | (烏達鞮侯/乌达鞮侯)                 | 46 d.C. |                                                      |

### Xiongnu settentrionali (北匈奴)
| Nome cinese            | Pinyin/Wade-Giles   | Guangyun | Nome personale | Regno         | Nota |
| ---------------------- | ------------------- | -------- | -------------- | ------------- | ---- |
|                        |                     |          |                |               |      |
| Punu (蒲奴)            | Punu                |          |                | 46-48 d.C.    |      |
| Youliu (優留)          | Youliu              |          |                | ?–87 AD       |      |
| Bey/Bi (北單于)        | Běi Chányú          |          |                | 88-? d.C.     |      |
| Yuchujian (於除鞬單于) | Yuchujian           |          |                | 91-93 d.C.    |      |
| Feng-hou (逢侯)        | Feng, alias Finghey |          |                | 94–p-118 d.C. |      |

### Xiongnu meridionali (南匈奴)
| Nome cinese                                           | Dati | Nome personale | Regno                      |  |
| ----------------------------------------------------- | --- | -------------- | -------------------------- |  |
|                                                       | |                |                            |  |
| Hu, Han-Sie/Hanxie (呼, 韓邪) Di II (第二) 醢落尸逐鞮 | alias Bey/Bi (KhuKheniy II) della parte est. Pose gli Xiongnu meridionali in relazioni tributarie con la Cina degli Han nel 50 d.C.                                                                                     |                | 48-56/55 d.C.              |  |
| Chiu-Fu Yu-Ti (丘浮 尤提)                             | Chupu-NoTi |                | 55/56–56/57 d.C.           |  |
| I-Fa Wu Yu-Ti (伊伐 於 慮提)                          | ??? |                | 56/57-59 d.C.              |  |
| XienTung ShiSuQuTi (醢僮 尸逐侯提)                    | Shtongsi SuyGhuTi |                | 59-63 d.C.                 |  |
| 丘除車林提                                            | Kuchi QilinTi |                | 63 d.C.                    |  |
| HuYeh ShiSuQuTi (湖邪 尸逐侯提)                       | Ghushi Shisu Quti |                | 63-85 d.C.                 |  |
| I-Tu-Yi-Lu-Ti (伊屠 於 閭提)                          | Iltu UluTi |                | 85-88 d.C.                 |  |
| Tuntuhe Siuan                                         | XiuLan ShiSuQuTi (休蘭 尸逐侯提) Shulan |                | 88-93 d.C.                 |  |
| Anguo (安國)                                          | alias Arqu; iniziò una ribellione su vasta scala contro gli Han |                | 93-94 d.C.                 |  |
| Shizi-hou (尸逐)                                      | Tindu ShiSuQuTi (亭獨 尸逐侯提) |                | 94-98 d.C.                 |  |
| Wanchi ShiSuQuTi (萬氏 尸逐侯提)                      | avversato da... ...Feng alias Finghey |                | 98-124 d.C. 98-118 d.C.    |  |
| Wuzhi ShiSuQuTi (烏稽 尸逐侯提)                       | ??? |                | 124-127/128 d.C.           |  |
| Xiuli                                                 | Kuti NoShiSuChin (去特 若尸逐就), commise suicidio sotto la pressione dei Cinesi |                | 127/128-140/142?           |  |
| Cheniu                                                | Chu-Xiu ???, eletto tra il popolo, non proveniente dalle linee dinastiche unniche |                | 140-143 d.C.               |  |
| Deuleuchu                                             | Ghoran, Hu, Lan NoShiSuChin (呼, 蘭 若尸逐就), pin. Touluchu, incaricato fittizio fantoccio presso la corte cinese |                | 143-147 d.C.               |  |
| Guiguir                                               | Illin, I-Ling NoShiSuChin (伊陵 若尸逐就), pin. Jucheer; incaricato cinese fantoccio che sfuggì al controllo cinese; incarcerato dai Cinesi nel 158 d.C.                                                                |                | 147-158 d.C. (m. 172 d.C.) |  |
| Tude-joshy-zhuogu                                     | Dotuk NoShiSuChin (屠特 若尸逐就), alias Utno Shisu Quti |                | 158-178 d.C.               |  |
| Huzheng (呼, 徵)                                      | alias Hu, Ching; Ghuzhin |                | 178-179 d.C.               |  |
| Qiangqui (羌渠)                                       | alias Qiangquy, Qiangqu, Jiangqu; ucciso nella ribellione degli Unni di Xiuchuge |                | 179-188 d.C.               |  |
| Yufuluo (於扶羅)                                      | alias Qizi ShiSuQu (特至 尸逐侯). L'ultimo ShiSu. Chanyu fantoccio senza sede, gettato nell'Ordos dal Chanyu disarmato di Xiluo 醯落 e Tu'ge 屠各. Guidò dozzine di tribù xiongnu esuli a Pingyang (平阳) nello Shanxi. |                | 188-195 d.C.               |  |
| Huchuquan (呼廚泉)                                    | Fratello di Yufuluo, governò sugli Xiongnu Pingyang dopo la morte di Yufuluo. |                | 195-215/6 d.C.             |  |

## Da Chanyu (大單于)
| Nome cinese                       | Dati | Nome personale | Regno                           |  |
| --------------------------------- | --- | -------------- | ------------------------------- |  |
|                                   | |                |                                 |  |
| Liu Bao (劉豹)                    | Figlio di Yufuluo. Cambiò il nome del clan dei Chanyu da Luanti in Liu – che significa Drago nella lingua xiongnu. Portò il titolo 匈奴 單于, ma governò soltanto sulla parte ovest nello Jiuyuan (九原) del Pingyang Xiongnu appena diviso in Nord, Sud, sinistra (Ovest), destra (Est) e Centro da Cáo Cāo |                | 216–260 d.C.                    |  |
| 劉(刘)去卑 Liú Qùbēi              | Figlio di Huchuquan. Cáo Cāo gli ordinò di governare sulla parte nord del Pingyang Xiongnu come Re Giusto e Virtuoso di Tiefu (鐵弗 右贤王). |                | 260–272                         |  |
| 劉誥升爰 Liú Gàoshēngyuán         | figlio di 劉(刘)去卑 Liú Qùbēi. Portò il titolo 鐵弗 右贤王 |                | 272–309                         |  |
| Liu Yuan (劉淵)                   | Stato di Han Zhao, alias Imperatore Guangwen (光文). Figlio di Liu Bao (劉豹). Portò il titolo Hun Chanyu 匈奴 單于. Della tribù Yuanhai, perciò gli annali cinesi usano come suo nome Yuanhai |                | 309–310                         |  |
| Liu He, cin. 劉和, py. liú hé     | Stato di Han Zhao, nome personale Xuantai 玄泰 |                | 7 days in 310                   |  |
| Liu Cong, cin. 劉聰, py. liú cōng | Stato di Han Zhao, alias Imperatore Zhaowu, cin. 昭武, nome personale Xuanmen 玄門, soprannome Zai 載 |                | 310–318                         |  |
| Liu Can, cin. 劉粲, py. liú càn   | Stato di Han Zhao, alias Imperatore Yin, cin. 隱, nome personale Shiguang 士光 |                | un mese e alcuni giorni nel 318 |  |
| Liu Yao, cin. 劉曜, py. liú yaò   | Stato di Han Zhao, alias Imperatore Hou Zhu, cin. 後主, nome personale Yongming 永明 |                | 318–329                         |  |
| Liu Xi, cin. 劉熙                 | Ultimo sovrano di Han Zhao; Chanyu statutario, probabilmente non salì mai al trono |                | 329                             |  |
| Liu Hu 劉虎                       | Nipote di Liu Qubei. Non gli fu permesso di chiamarsi Chanyu |                | 329–341                         |  |
| 劉務恒 Liú Wùhéng                 | ??? |                | 341–356                         |  |
| 劉閼陋頭 Liú èlòutóu              | ??? |                | 356–358                         |  |
| 劉悉勿祈 Liú Xīwùqí               | ??? |                | 358–359                         |  |
| 劉衛辰 Liú Wèichén                | Chiamato postumamente "Imperatore Huan" |                | 359–391                         |  |
| 劉勃勃 Liú Bóbó                   | alias Wulie (武烈 Wǔliè); fondò il regno xiongnu di Xia nel 407 e nel 413 ritornò al cognome di 赫連 Hèlián |                | 391–425                         |  |
| 赫連昌 Hèlián Chāng               | ??? |                | 425–428                         |  |
| 赫連定 Hèlián Dìng                | Ultimo sovrano nativo degli Unni in Cina |                | 428-431                         |  |